# Premi al millor yuri del Saló del Manga de Barcelona
El premi al millor yuri del Saló del Manga de Barcelona és un guardó anual concedit per Ficomic durant el Saló de Manga de Barcelona que té per objectiu premiar el millor manga de l'any de gènere yuri (conegut també per "Girls' Love" o la seva abreviació "GL") publicat a l'estat espanyol. El premi es va concedir per primera vegada el 2021, al 27 Manga Barcelona.
El premi no té dotació econòmica i s'atorga per votació popular mitjançant la pàgina web de Ficomic, en la qual tothom hi pot emetre un vot. El sistema de votació funciona a dues voltes, amb una primera votació de la qual resulta elegida una llista de nominats. A la segona votació es determina el guanyador per votació popular.

## Palmarès
| Any                               | Títol            | Autor/a              | Editorial |
| --------------------------------- | ---------------- | -------------------- | --------- |
| 2021                              |                  |                      |           |
| Goodbye my rose garden            | Dr. Pepperco     | Arechi               |           |
| Citrus+                           | Saburouta        | Ivrea                |           |
| Still sick                        | Akashi           | Babylon              |           |
| 2022                              |                  |                      |           |
| ¡Huyamos juntas!                  | Battan           | Milky Way Ediciones  |           |
| After Hours                       | Nishio Yuuta     | Fandogamia Editorial |           |
| La amiga de mi hermana            | Battan           | Ediciones Fujur      |           |
| 2023                              |                  |                      |           |
| Me enamoré de la villana          | Anoshimo i Inori | Arechi Manga         |           |
| El fin del mundo de las brujas    | Kujira           | Arechi Manga         |           |
| La luna en una noche de lluvia    | Kuzushiro        | Distrito Manga       |           |
| 2024                              |                  |                      |           |
| Cocinando juntas, comiendo juntas | Sakaomi Yuzaki   | Tomodomo             |           |
| La luna en una noche de lluvia    | Kuzushiro        | Distrito Manga       |           |
| La macarra y la nueva             | Fujichika        | Arechi Manga         |           |